# 常青花园新区街道
常青花园新区街道，是中华人民共和国湖北省武汉市东西湖区下辖的一个乡镇级行政单位。

## 行政区划
常青花园新区街道下辖以下地区：
第一社区、第二社区、第三社区、第四社区和第五社区。